# Bakterioza obwódkowa fasoli
Bakterioza obwódkowa fasoli (ang. bacterial blight of bean, grease spot of bean, halo blight of bean) – bakteryjna choroba fasoli wywołana przez Pseudomonas savastanoi pv. phaseolicola.
Tworzy na liściach fasoli nekrotyczne brązowe plamy otoczone żółtą obwódką nazywaną halo, przy czym tworzą się one na roślinie, przy temperaturze 16 – 20 °C. Do zakażenia dochodzi poprzez hydatody, ponieważ bakterie przemieszczają się razem z wodą. Inne drogi zakażenia to: uszkodzenia, brak kutykuli, kwiaty, szkodniki. Na strąkach fasoli mogą pojawić się ‘tłuste’ czarne plamy z wydzielającym się śluzem (wydzieliny bakterii).

## Epidemiologia
Źródłem zakażeń mogą być resztki pożniwne znajdujące się w zielonym nawozie, a także nasiona roślin zakażonych. Bakteria może przenosić się na inne rośliny przy udziale deszczu. Bakteria może pozostać w glebie do 6 lat.

## Ochrona
- wysiewanie zdrowych nasion pochodzących z kwalifikowanych plantacji
- termiczne odkażanie
- likwidacja resztek pożniwnych
- stosowanie miedziowych fungicydów
- sadzenie odmian odpornych, tolerujących na bakteriozę[3].